# Henry Howard (1802-1875)
Pour les articles homonymes, voir Henry Howard et Howard.
Henry Howard (25 juillet 1802 - 7 janvier 1875) est un député britannique, le fils aîné de Henry Howard-Molyneux-Howard.

## Biographie
Il hérite de son père du Château de Greystoke en 1824. Il représente les circonscriptions de Steyning de 1824 à 1826  et de New Shoreham de 1826 à 1832 . Il est également un joueur de cricket de première classe, faisant trois apparitions de première classe, une pour le club de cricket Marylebone en 1830, pour une équipe d'hommes célibataires en 1831 et pour le Sussex en 1832 . Son petit-fils, Mervyn Herbert, était également un joueur de cricket de première classe.
Il est également le shérif supérieur de Cumberland en 1834.
Il épouse Charlotte Caroline Georgina Long, fille de Henry Lawes Long et Catharine Long de Hampton Lodge, Surrey, le 6 décembre 1849, dont il a: 
- Henry Howard (1850-1914) (en),
- Stafford Howard (1851–1916)
- Robert Mowbray Howard (23 mai 1854 - 2 octobre 1928)
- Elizabeth Catherine Howard (29 mars 1856 - 1er février 1929), épouse son cousin germain Henry Herbert (4e comte de Carnarvon) et a notamment Aubrey Herbert dont la fille Laura devient la deuxième épouse de l'écrivain Evelyn Waugh.
- Maud Isabel Howard (26 mai 1858 - 12 novembre 1929), mariée à Francis William Leyborne Popham, de Littlecote House.
- Esmé Howard (1er baron Howard de Penrith) (1863-1939).